# Diafra Sakho
Diafra Sakho (* 24. Dezember 1989 in Guédiawaye) ist ein ehemaliger senegalesisch-französischer Fußballspieler.

## Karriere

### Verein
Der Mittelstürmer begann seine Karriere in der Heimat bei Guédiawaye FC und wechselte im Frühjahr 2006 zu AS Génération Foot. Im Sommer 2007 verließ er den Senegal und wechselte zum französischen Ligue 1-Klub FC Metz. Nach 17 Toren in 22 Spielen für die Reservemannschaft in der Saison 2009/10 wurde er von Yvon Pouliquen in den Ligue-1-Kader befördert und feierte am 13. Januar 2010 sein Profi-Debüt im Auswärtsspiel gegen Olympique Lyon in der Coupe de la Ligue. Am 19. Januar 2010 feierte er dann sein Ligue 2-Debüt beim 0:0 gegen Stade Brest. Im Januar 2012 verhandelte er kurzzeitig mit dem deutschen Zweitligisten Hansa Rostock. Er wurde schließlich an US Boulogne ausgeliehen. Im Sommer 2014 wechselte Sakho zum englischen Premier-League-Verein West Ham United, wo er am 23. August sein Debüt beim 3:1-Auswärtssieg gegen Crystal Palace F.C. gab.
Am 29. Januar 2018 gab West Ham bekannt, Sakho nach Frankreich an Stade Rennes zu verkaufen. Sechs Monate später wurde er für eine Saison an Bursaspor in die türkische Süper Lig verliehen. Anschließend kehrte er zwar nach Rennes zurück, wurde aber bis Jahresende nicht mehr berücksichtigt. Nach kurzer Vereinslosigkeit absolvierte er 2020 sechs Partien für Neuchâtel Xamax aus der Schweiz. Anschließend wechselte er weiter zum dschibutischen Erstligisten AS Arta/Solar7 und gewann dort mit dem nationale Double seine ersten beiden Titel der Karriere. Die Saison 2022/23 verbrachte er beim AS Nancy in der französischen Drittklassigkeit und beendete anschließend seine aktive Laufbahn.  

### Nationalmannschaft
Von 2016 bis 2018 absolvierte Sakho dreizehn Partien für die senegalesische A-Nationalmannschaft und schoss dabei drei Tore. Sein letzter Einsatz war das Gruppenspiel gegen Kolumbien (0:1) bei der Weltmeisterschaft 2018.

### Erfolge
- Dschibutischer Meister: 2022
- Dschibutischer Pokalsieger: 2022